# Вышивка волосами

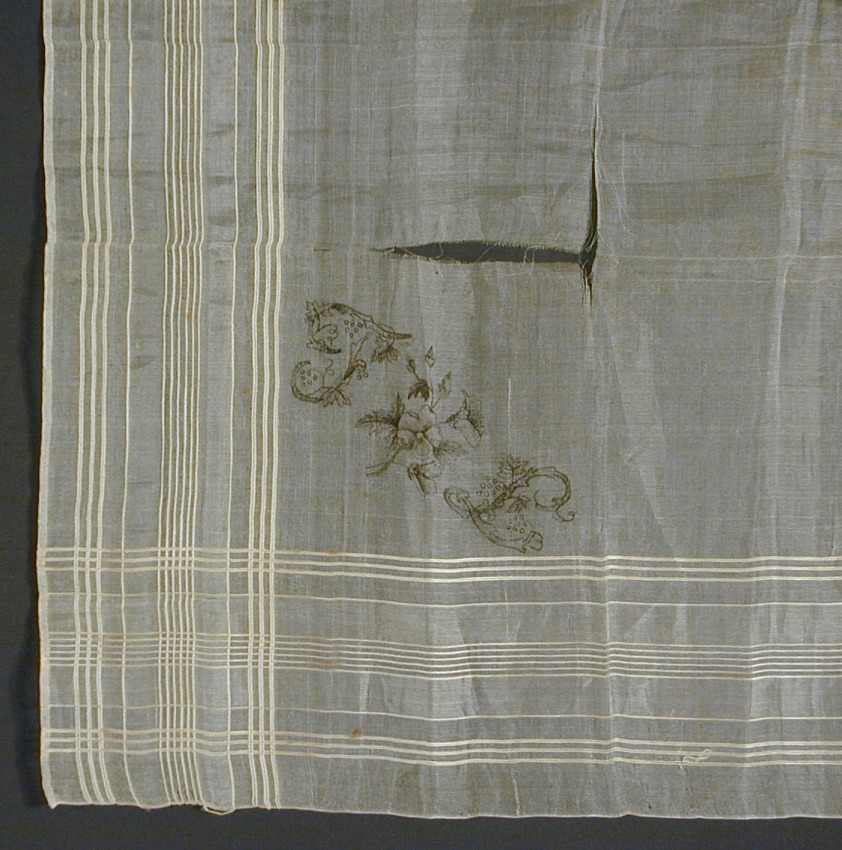
Уголок носового платка, вышитый женским волосом

Вышивание волосами (англ. hair embroidery) — викторианская практика вышивания носовых платков инициалами или иными изображениями, где вместо ниток использовались волосы вышивальщицы. Обычно такие изделия предназначались на память брату, отцу, опекуну или возлюбленному. Ввиду ограниченного количества волос вышивали только небольшой фрагмент платка (как правило, в углу). Вышивание волосами упоминается в литературе того времени («Сцены из жизни духовенства» Джордж Элиот, «Ребята Джо» Л. М. Олкотт). Вышитые волосами платки ценятся коллекционерами и хранятся в музеях.